# Куцокрил в’єтнамський
Куцокри́л в’єтнамський (Locustella idonea) — вид горобцеподібних птахів родини кобилочкових (Locustellidae). Ендемік В'єтнаму. Раніше вважався підвидом іржастого куцокрила, однак був визнаний окремим видом.

## Поширення і екологія
В'єтнамські куцокрили є ендеміками плато Далат, розташованого на півдні В'єтнаму. Вони живуть переважно у високогірних чагарникових заростях. Живляться комахами.